# Андриана
Андриана — название дворян у некоторых малагасийских племён, например, бецимисарака и мерина. У мерина, населяющего высокогорье и основавшего Антананариву и царство Имерина, этот класс составляли потомки первых властителей земель Имерина и воинов, пожалованных во дворянство за военные заслуги. Андриана противопоставлялись хува (свободное население) и андево (рабы)
Основатель царства Имерина, Раламбу, упорядочил класс андриана, разделив его на четыре группы, во главе которых стоял мпанзака (царь):
1. Зана-тумпу: Андриан-тумпу-куандриндра из Амбухималаза, старший сын Раламбу, и его потомки
2. Зана-камбуни: Андриана-мбуни-нулуна из Амбухитрумби, кузен Раламбу, и его потомки
3. Зафи-ндрананду: Андриа-ндрананду из Амбухибе, супруг одной из дочерей Рангиты, и его потомки
4. Занад-раламбу: остальные дети Раламбу и их потомки.

Другие семьи андриана были включены в последнюю группу по мере их покорения Раламбу и Андриандзакой. Андриандзака также включил в неё своих нецарствующих детей, и группа стала именоваться Занад-раламбу-амин-андрианзака.
Впоследствии каждый из царей старался выделить своих потомков в отдельную (первую, царствующую) группу.
Около 1675 года Андриамасинавалуна добавил в список две новые группы, состоящие из его потомков:
1. Зазамарулахи: четыре сына Андриамасинавалуны и их царствующие потомки
2. Андриамасинавалуна: нецарствующие потомки четырёх сыновей, а также племянники Андриамасинавалуны и их потомки
3. Занатумпу
4. Занакамбуни
5. Зафиндрананду
6. Занадраламбуаминандрианзака

Последние четыре группы родственников, всё более удаляемых от престола, были известны под именем Хаванандриана.
В 1794 году, объединив земли Имерины, Андрианампуйнимерина дополняет список, неизменяемый более до упразднения монархии в 1895 г:
1. Занакандриана: потомки Андрианампуйнимерины, царствующие андриана
2. Зазамарулахи, в эту группу добавлены потомки властителей Имаму, соседнего с Имерина регионом
3. Андриамасинавалуна, включая потомков властителей Вунизунгу, покорившихся Андрианампуйнимерине
4. Занатумпу
5. Занакамбуни
6. Зафиндрананду
7. Занадраламбуаминандрианзака
8. Амбудифахитра, прославившийся воин Андрианампуйнимерины и его потомки
9. Амбухиманамбула, хранители идолов-амулетов Андрианампуйнимерины

Эти факты были собраны Франсуа Калле в его книге «История андриана Мадагаскара» (Tantara ny Andriana eto Madagasikara), изданной на малагасийском языке в 1878—1881 гг. и по-французски в 1908 году.
В колониальный период разрыв между андриана и хува существенно сократился, теперь потомки тех и других обозначаются общим именем фоци.